# (294) Felicia
(294) Felicia és un asteroide pertanyent al cinturó d'asteroides descobert el 15 de juliol de 1890 per Auguste Honoré Charlois des de l'observatori de Niça, França.
Es desconeix la raó del nom.